# Blechnum wardiae
Blechnum wardiae là một loài thực vật có mạch trong họ Blechnaceae. Loài này được Mickel & Beitel mô tả khoa học đầu tiên năm 1988.